# Cylinder (fluidmekanik)
 For alternative betydninger, se Cylinder. (Se også artikler, som begynder med Cylinder)
Inden for fluidmekanik betegner en cylinder, motor eller aktuator enten et hydraulisk (væskedrevet) eller pneumatisk (gas/luftdrevet) stempel og cylinder, hvis indelukkede rumfang bliver mindre eller større som følge af trykforskellen i olie- eller gaskammeret – og omgivelserne. Cylinderen kan derved benyttes som aktuator eller motor til at bevæge mekaniske dele.
For nemheds skyld omtales kun oliecylindre, da forskellen stort set kun er, at gasdrevne stempler fjedrer mere, da gas kan komprimeres i modsætning til væske.
De simpleste cylindre har en fødeslange (tilførsel) i bunden af oliekammeret, hvor olien pumpes ind, når stemplet skal skydes ud. Sammentrækning af cylinderen foregår ved, at tyngdekraften presser stemplet tilbage og derved skubber olien tilbage gennem fødeslangen.

## Dobbeltvirkende cylinder
Typisk bruges dog dobbeltvirkende cylinder, hvor der er fødeslange til både toppen og bunden af cylinderen, således at olietrykket kan påvirke i begge retninger. Dette muliggør, at cylinderen kan bruges i alle stillinger, samt at man kan presse nedad, eksempelvis ved brug af gravemaskiner, hydrauliske støtteben og lignende.
Et dobbeltvirkende cylinder er opbygget som et rør med en stang i midten, der efterlader et til opgaven passende mellemrum mellem rør og stang. I bunden af cylinderen (der hvor stangen ikke stikker frem) monteres der en skive på stangen, der udfylder mellemrummet og derved adskiller cylinderens to oliekamre. Ved at pumpe olie i nederste kammer skubbes stangen ud, og ved at fylde olie i øverste kammer skubbes stangen ind. Når der tilføres olie i et kammer åbnes der samtidigt for returløb fra det andet.
I et system der ikke er justeret med ventiler vil man opleve, at cylinderen er hurtigere til at trække sig sammen end til at skydes ud. Dette skyldes at stangen allerede fylder en del af oliekammeret øverst, så der skal mindre olie til at fylde røret ovenfra.